# Irische Fußballnationalmannschaft/Weltmeisterschaften
Der Artikel beinhaltet eine ausführliche Darstellung der irischen Fußballnationalmannschaft bei Weltmeisterschaften. Irland bestritt von allen europäischen Mannschaften die meisten WM-Qualifikationsspiele (149 – Stand: November 2021).

## Überblick
Bei Fußball-Weltmeisterschaften war Irland dreimal dabei. Dabei überstand die Mannschaft immer die Gruppenphase. Das beste Abschneiden gab es gleich bei der ersten Teilnahme 1990, als man bis ins Viertelfinale vordrang. In der ewigen WM-Tabelle jedoch wird Irland nur im Mittelfeld auf Platz 42, einen Platz vor Nordirland geführt, das bisher ebenfalls dreimal teilnahm.
| Jahr | Gastgeberland  | Teilnahme bis …    | Letzte(r) Gegner | Ergebnis | Trainer       | Bemerkungen und Besonderheiten |
| ---- | -------------- | ------------------ | ---------------- | -------- | ------------- | --- |
| 1930 | Uruguay        | nicht teilgenommen |                  |          |               | |
| 1934 | Italien        | nicht qualifiziert |                  |          |               | In der Qualifikation an den Niederlanden und Belgien gescheitert                                                                       |

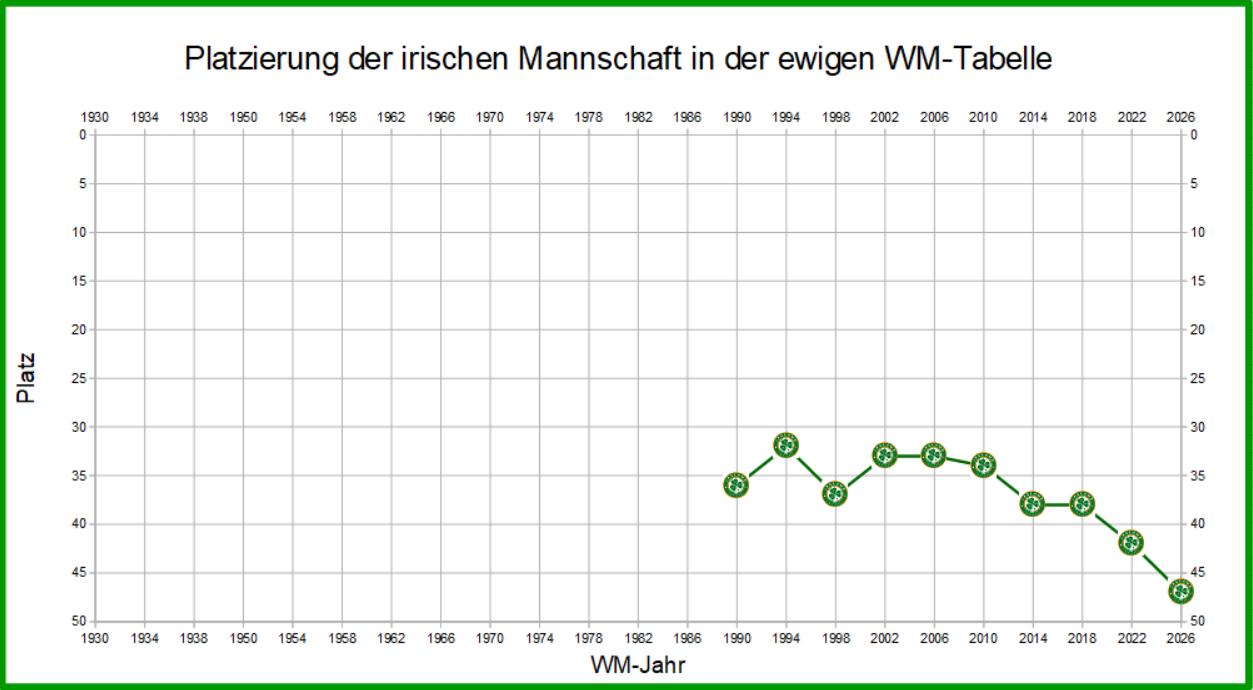
Platzierung der irischen Mannschaft in der ewigen WM-Tabelle

| 1938 | Frankreich     | nicht qualifiziert |                  |          |               | In der Qualifikation an Norwegen gescheitert                                                                                           |
| 1950 | Brasilien      | nicht qualifiziert |                  |          |               | In der Qualifikation an Schweden gescheitert                                                                                           |
| 1954 | Schweiz        | nicht qualifiziert |                  |          |               | In der Qualifikation an Frankreich gescheitert                                                                                         |
| 1958 | Schweden       | nicht qualifiziert |                  |          |               | In der Qualifikation an England gescheitert                                                                                            |
| 1962 | Chile          | nicht qualifiziert |                  |          |               | In der Qualifikation an der ČSSR gescheitert                                                                                           |
| 1966 | England        | nicht qualifiziert |                  |          |               | In der Qualifikation nach Entscheidungsspiel in Paris an Spanien gescheitert                                                           |
| 1970 | Mexiko         | nicht qualifiziert |                  |          |               | In der Qualifikation an der ČSSR gescheitert                                                                                           |
| 1974 | Deutschland    | nicht qualifiziert |                  |          |               | In der Qualifikation an der UdSSR gescheitert                                                                                          |
| 1978 | Argentinien    | nicht qualifiziert |                  |          |               | In der Qualifikation an Frankreich gescheitert                                                                                         |
| 1982 | Spanien        | nicht qualifiziert |                  |          |               | In der Qualifikation an Belgien und Frankreich gescheitert                                                                             |
| 1986 | Mexiko         | nicht qualifiziert |                  |          |               | In der Qualifikation an Dänemark und der UdSSR gescheitert                                                                             |
| 1990 | Italien        | Viertelfinale      | Italien          | 8.       | Jack Charlton | |
| 1994 | USA            | Achtelfinale       | Niederlande      | 16.      | Jack Charlton | |
| 1998 | Frankreich     | nicht qualifiziert |                  |          |               | In der Qualifikation an Rumänien gescheitert                                                                                           |
| 2002 | Südkorea/Japan | Achtelfinale       | Spanien          | 12.      | Mick McCarthy | Niederlage im Elfmeterschießen, nach regulärer Spielzeit und Verlängerung hatte es 1:1 gestanden.                                      |
| 2006 | Deutschland    | nicht qualifiziert |                  |          |               | In der Qualifikation an Frankreich und der Schweiz gescheitert.                                                                        |
| 2010 | Südafrika      | nicht qualifiziert |                  |          |               | In der Qualifikation in den Play-offs an Frankreich gescheitert.                                                                       |
| 2014 | Brasilien      | nicht qualifiziert |                  |          |               | In der Qualifikation traf Irland auf Deutschland, die Färöer, Kasachstan, Österreich und Schweden und konnte sich nicht qualifizieren. |
| 2018 | Russland       | nicht qualifiziert |                  |          |               | In der Qualifikation in den Playoffspielen der Gruppenzweiten an Dänemark gescheitert.                                                 |
| 2022 | Katar          | nicht qualifiziert |                  |          |               | In der Qualifikation an Serbien und Portugal gescheitert.                                                                              |

## WM-Turniere

### Weltmeisterschaft 1930
Die Football Association of Ireland war zwar bereits 1921 im Jahr der Unabhängigkeit gegründet worden und das erste Länderspiel als Irischer Freistaat war 1924 ausgetragen worden, aber an der ersten WM nahm sie aber wie viele europäische Mannschaften nicht teil. Danach nahmen die Iren aber an allen Qualifikationen teil, was ansonsten nur die Luxemburger taten.

### Weltmeisterschaft 1934
In der Qualifikation für die erste WM in Europa mussten die Iren gegen die Niederlande und Belgien antreten, wobei jede der drei Mannschaften ein Heimspiel und ein Auswärtsspiel austrug. Am 25. Februar 1934 bestritten sie in Dublin das erste WM-Qualifikationsspiel und erreichten gegen Belgien ein 4:4, wobei Paddy Moore alle vier Tore für die Iren erzielte. In Amsterdam verloren sie gegen die Niederländer mit 2:5, die auch in Antwerpen gegen die Belgier gewannen. Da die Iren aber ein Tor mehr kassierten als die Belgier, waren die Belgier neben den Niederländern für die WM qualifiziert.

### Weltmeisterschaft 1938
In der Qualifikation für die erste WM in Frankreich mussten die Iren gegen Norwegen antreten. Nach einem 2:3 in Oslo reichte das 3:3 im Rückspiel nicht, um sich für die WM zu qualifizieren.

### Weltmeisterschaft 1950
In der Qualifikation für die erste WM in Brasilien sollten die Iren gegen Schweden und Finnland antreten. Das erste Spiel in Stockholm ging mit 1:3 verloren. Am 8. September 1949 gelang mit dem 3:0 gegen Finnland aber der erste Sieg in einem WM-Qualifikationsspiel. Nach einem 1:1 in Finnland wurde auch das Heimspiel gegen die Schweden verloren. Da Finnland zurückzog, wurden nur die zwei Spiele gegen Schweden gewertet und Schweden qualifizierte sich für die WM.

### Weltmeisterschaft 1954
In der Qualifikation für die WM in der Schweiz mussten die Iren gegen Frankreich und Luxemburg antreten. Gegen Frankreich verloren sie beide Spiele, gewannen aber beide gegen Luxemburg, das auch zweimal gegen Frankreich verlor. Damit waren die Franzosen für die WM qualifiziert.

### Weltmeisterschaft 1958
In der Qualifikation musste Irland gegen England und Dänemark antreten. Irland und England gewannen beide ihre Spiele gegen Dänemark, die Engländer gewannen aber ihr Heimspiel gegen Irland, während es in Dublin zwischen beiden nur ein 1:1 gab. Damit waren die Engländer für die WM qualifiziert.

### Weltmeisterschaft 1962
In der Qualifikation waren die ČSSR und Schottland die Gegner. Die Iren verloren alle vier Spiele. Die ČSSR und Schottland waren am Ende punktgleich, so dass ein Entscheidungsspiel ausgetragen werden musste. Dieses gewann die ČSSR mit 4:2 nach Verlängerung.

### Weltmeisterschaft 1966
Ein Entscheidungsspiel mussten auch die Iren in der Qualifikation austragen. Zuvor hatten sie gegen Spanien mit 1:0 ihr Heimspiel gewonnen, in Sevilla aber mit 1:4 verloren. Die ebenfalls der Gruppe zugeteilten Syrer hatten zurückgezogen. Da die erzielten Tore nicht zählten, mussten Iren und Spanier in Paris die Entscheidung suchen. Mit 0:1 verloren die Iren gegen die Iberer und waren damit erneut ausgeschieden.

### Weltmeisterschaft 1970
In der Qualifikation mussten die Iren wieder gegen die ČSSR sowie Olympiasieger Ungarn und Dänemark antreten. Die Iren konnten nur beim 1:1 gegen Dänemark einen Punkt gewinnen und wurden Gruppenletzter. Die ČSSR setzte sich in einem Entscheidungsspiel gegen Ungarn durch.

### Weltmeisterschaft 1974
In der Qualifikation für die erste WM in Deutschland waren die UdSSR und Frankreich die Gegner. Die Iren verloren zweimal gegen die Sowjetunion, konnten gegen Frankreich das Heimspiel aber gewinnen und in Frankreich ein Remis erreichen. Als Gruppenzweiter schieden sie aber aus. Die Sowjetunion musste noch in den Interkontinental-Playoffs gegen Chile antreten, weigerte sich aber, im Estadio Nacional anzutreten, da in dem Stadion in den ersten Tagen des Pinochet-Putsches mehrere Tausend Oppositionelle festgehalten, gefoltert und ermordet worden waren. Da die FIFA eine Verlegung des Spiels ablehnte, trat die Mannschaft der UdSSR nicht an. Das Spiel wurde mit 2:0 für Chile gewertet, das sich damit qualifizierte.

### Weltmeisterschaft 1978
In der Qualifikation für die WM in Argentinien war wieder Frankreich der Gegner sowie Bulgarien. Die Iren konnten nur das Heimspiel gegen Frankreich und mit einem torlosen Remis gegen Bulgarien einen weiteren Punkt gewinnen, die beiden Auswärtsspiele wurden verloren, wodurch Irland als Gruppenletzter ausschied.

### Weltmeisterschaft 1982
In der Qualifikation für die WM in Spanien mussten die Iren erstmals in einer Fünfergruppe antreten, wobei sich die ersten beiden Mannschaften qualifizierten. Gegner waren Belgien, wieder Frankreich, die Niederlande und Zypern. Die Iren verloren keins ihrer Heimspiele, konnten auswärts aber nur in Zypern gewinnen und landeten am Ende punktgleich mit Frankreich auf dem dritten Platz. Da die Franzosen die bessere Tordifferenz hatten, waren sie zusammen mit Gruppensieger Belgien für die WM qualifiziert.

### Weltmeisterschaft 1986
In der Qualifikation für die zweite WM in Mexiko waren Dänemark und die UdSSR sowie die Schweiz und Norwegen die Gegner. Die Iren starteten zwar mit einem 1:0 gegen die UdSSR in die Qualifikation, verloren dann aber in Norwegen und Dänemark. Nach einem torlosen Heimspiel gegen Norwegen gelang noch ein 3:0-Heimsieg gegen die Schweiz sowie in 0:0 in der Schweiz, die restlichen Spiele wurden aber verloren. Somit schieden die Iren als Gruppenvierter aus.

### Weltmeisterschaft 1990
Die Qualifikation für die zweite WM in Italien wurde dann endlich erfolgreich abgeschlossen. Bereits 1988 hatten die Iren unter Jack Charlton, einem der englischen Weltmeister von 1966, erstmals die EM-Endrunde erreicht und dabei England besiegt. Charlton betreute die Iren auch in der WM-Qualifikation. Er hatte gezielt nach in Großbritannien geborenen Spielern irischer Abstammung gesucht, die nur geringe Chancen hatten, in die britischen Nationalmannschaften aufgenommen zu werden, da sie oft bei Vereinen der zweiten englischen Liga spielten. Zwar wurde in der Qualifikation mit einem Punkt Rückstand nur der zweite Platz hinter Spanien belegt, Ungarn, Nordirland und Malta aber auf die Plätze verwiesen. Die Iren mussten dabei nur zwei Gegentore hinnehmen und stellten damit die beste Abwehr in der Qualifikation.
In Italien wurden sie in eine Todesgruppe mit England, den Niederlanden und Ägypten gelost, das erstmals seit 1934 wieder dabei war. In ihrem ersten WM-Spiel trafen die Iren am 11. Juni 1990 in Cagliari auf England und erkämpften ein 1:1. Dabei waren sie bereits in der 9. Minute durch ein Tor von Gary Lineker in Rückstand geraten. In der 73. Minute konnte aber Kevin Sheedy mit dem ersten irischen WM-Tor ausgleichen. Gegen Ägypten kamen sie über ein 0:0 nicht hinaus und nachdem auch das letzte Gruppenspiel gegen die Niederländer 1:1 endete, hatten beide 3:3 Punkte und 2:2 Tore, so dass das Los entscheiden musste, wer hinter den Engländern Gruppenzweiter und -dritter wurde. Das Los bestimmte die Iren zum Gruppenzweiten und so trafen sie im Achtelfinale auf Rumänien. Da beiden in 120 Minuten kein Tor gelang, musste das Elfmeterschießen entscheiden. Während alle fünf Iren und die ersten vier Rumänen erfolgreich waren, konnte der irische Torhüter Pat Bonner den letzten rumänischen Elfmeter halten. Damit waren die Iren für das Viertelfinale gegen Gastgeber Italien qualifiziert, unterlagen aber mit 0:1. Das Erreichen des Viertelfinales ist aber bis heute das beste Abschneiden der Iren bei einer WM.

### Weltmeisterschaft 1994

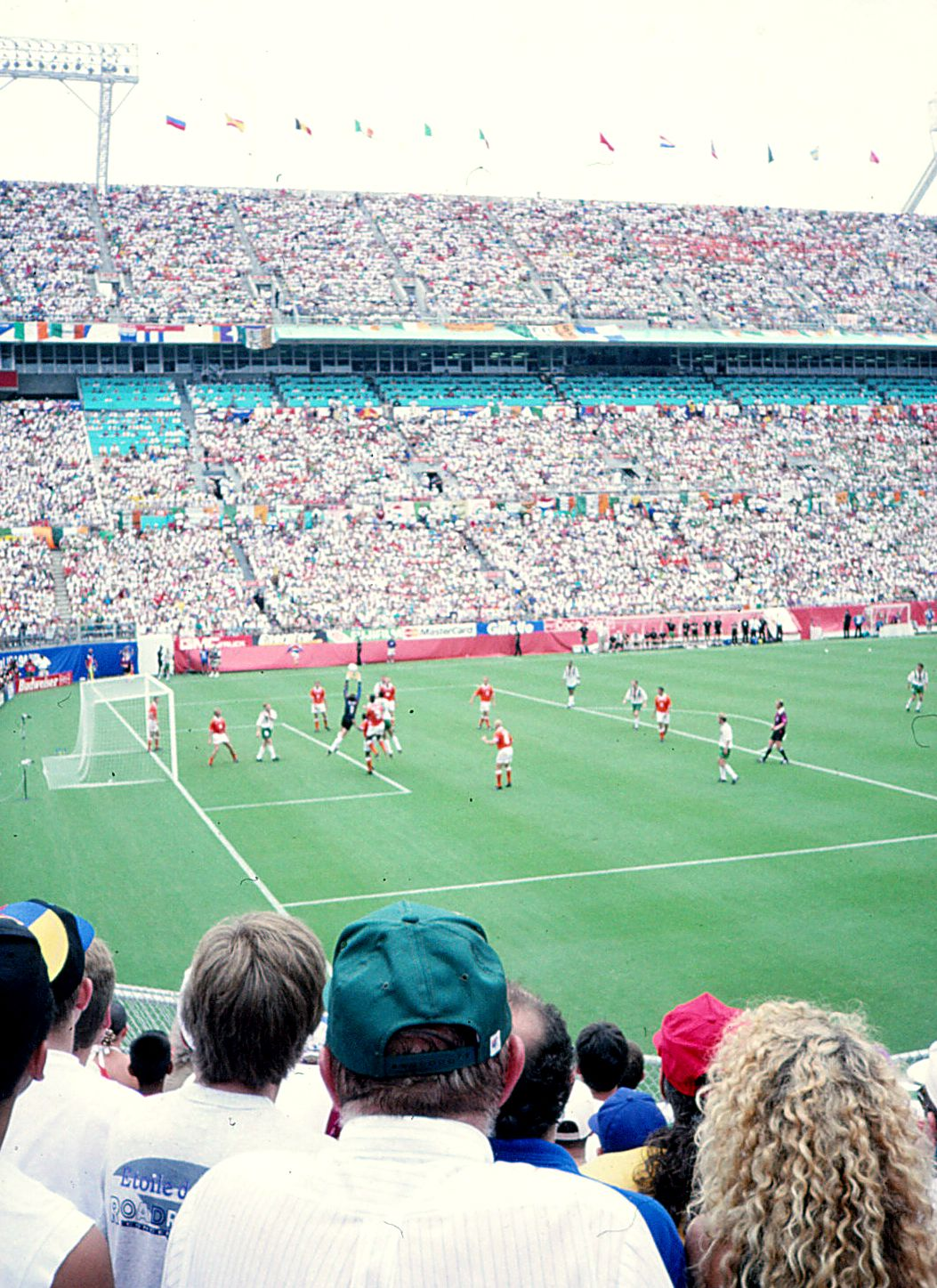
Szene aus dem Achtelfinale gegen die Niederlande

Auch vier Jahre später konnten sich die Iren wieder qualifizieren. In einer Siebener-Qualifikationsgruppe mit Spanien, Dänemark, Nordirland, Litauen, Lettland und Albanien belegten sie mit einem Punkt Rückstand hinter Spanien punkt- und tordifferenzgleich mit den Dänen Platz 2, da sie mehr Tore als die Dänen erzielt hatten. Die Qualifikation sicherten sie sich am letzten Spieltag durch ein 1:1 in Nordirland, da im Parallelspiel die Dänen in Spanien mit 0:1 verloren.
In den USA wurden sie in eine Gruppe mit Italien, Mexiko und Norwegen, das erstmals seit 1938 wieder dabei war, gelost. Im ersten Spiel gegen Italien konnten sie sich mit einem 1:0 für die Viertelfinalniederlage vier Jahre zuvor revanchieren und damit erstmals ein WM-Spiel gewinnen. Gegen Mexiko verloren sie dann mit 1:2 und nach einem torlosen Remis gegen Norwegen hatten aufgrund der anderen Ergebnisse der Gruppe die vier Mannschaften jeweils vier Punkte und eine ausgeglichene Tordifferenz. Da die Mexikaner die meisten Tore erzielt hatten, wurden sie Gruppensieger und da die Iren Italien besiegt hatten, wurden sie Gruppenzweiter. Aber auch Italien kam als Gruppendritter ins Achtelfinale. Die Norweger, die nur ein Tor erzielt hatten, schieden aus.
Im Achtelfinale trafen die Iren auf die Niederländer und schieden mit einer 0:2-Niederlage aus, womit sie sich für acht Jahre von der WM-Bühne verabschiedeten.

### Weltmeisterschaft 1998
In die Qualifikation für die zweite WM in Frankreich gingen die Iren unter Mick McCarthy, der Jack Charlton nach der verpassten Qualifikation für die EM 1996 abgelöst hatte. Die Iren mussten gegen Rumänien, Litauen, Mazedonien, Island und Liechtenstein antreten. Mit 10 Punkten Rückstand wurde hinter Rumänien nur der zweite Platz belegt und die direkte Qualifikation verpasst. Als Gruppenzweiter hatten sie aber noch die Chance, in den Relegationsspielen der Gruppenzweiten die WM-Teilnahme zu erreichen. Als Gegner wurde ihnen Belgien zugelost. Nach einem 1:1 im Heimspiel wurde das Rückspiel aber mit 1:2 verloren und damit die Qualifikation verpasst.

### Weltmeisterschaft 2002
Auch vier Jahre später gelang die direkte Qualifikation nicht. Punktgleich mit Portugal, aber mit der schlechteren Tordifferenz wurde in der Siebenergruppe nur Platz 2 belegt. Immerhin konnten die höher eingeschätzten Niederländer ausgeschaltet werden, was in deutschen Stadien mit dem Lied „Ohne Holland fahr'n wir zur WM“ gefeiert wurde. Estland, Zypern und Andorra, das alle Spiele verlor, spielten keine Rolle bei der Vergabe der WM-Tickets. Als Gruppenzweiter trafen die Iren diesmal in den Playoffs auf den Iran, den Dritten der Asienqualifikation. Nach einem 2:0-Sieg im Heimspiel, konnte eine 0:1-Niederlage in Teheran verkraftet werden.
In Japan trafen die Iren im ersten Gruppenspiel auf Kamerun und kamen über ein 1:1 nicht hinaus. Auch gegen Deutschland wurde ein 1:1 erkämpft, das der spätere Rekordtorschütze Robbie Keane durch ein Tor in der zweiten Minute der Nachspielzeit sicherte. Gegen Saudi-Arabien gelang dann mit dem 3:0 der höchste WM-Sieg der Iren und damit wurde das Achtelfinale erreicht. In diesem trafen die Iren auf Spanien und gerieten bereits nach sieben Minuten in Rückstand. In der 90. Minute konnte dann aber Robbie Keane durch einen Foulelfmeter ausgleichen, so dass es zur Verlängerung kam. Da in dieser keine Tore fielen, musste das Elfmeterschießen entscheiden. In diesem konnten fünf Schützen nicht treffen: zwei Spanier und Matt Holland schossen neben das Tor und die Elfmeter von David Connolly sowie Kevin Kilbane konnte der spanische Torhüter Iker Casillas halten. Damit gewann Spanien das Elfmeterschießen mit 3:2 und Irland verabschiedete sich für mindestens 24 Jahre von der WM-Bühne.

### Weltmeisterschaft 2006
In der Qualifikation für die zweite WM in Deutschland waren mal wieder Frankreich, sowie die Schweiz, Israel, Zypern und die Färöer die Gegner. Die Iren belegten am Ende mit einem Punkt Rückstand hinter den punktgleichen Schweizern und Israelis nur Platz 4. Verspielt hatten sie die Qualifikation durch ein torloses Remis im letzten Spiel gegen die Schweiz, die sich dann in den Playoffspielen der Gruppenzweiten gegen die Türkei durchsetzte. Mit der Qualifikation endete auch die Amtszeit von Brian Kerr als Nationaltrainer, der das Amt 2003 übernommen hatte. Frankreich war als Gruppensieger direkt qualifiziert.

### Weltmeisterschaft 2010
In der Qualifikation für die erste WM in Afrika erreichten die Iren dann zwar die Play-offs der Gruppenzweiten, scheiterten dann aber an der Hand von Thierry Henry, womit sich Frankreich für die WM qualifizierte und dort blamierte. Zuvor hatten die Iren, die seit 2008 vom Italiener Giovanni Trapattoni betreut wurden, in einer Gruppe mit Italien, Bulgarien, Zypern, Montenegro – das erstmals teilnahm – und Georgien den zweiten Platz hinter Weltmeister Italien belegt. In den Playoffs der Gruppenzweiten verloren sie dann das Heimspiel mit 0:1 gegen die Franzosen, konnten aber im Rückspiel mit 1:0 in Führung gehen, die sie bis zur 90. Minute verteidigten. In der anschließenden Verlängerung setzte Thierry Henry nach einem weiten Freistoß aus dem Mittelfeld aber zweimal die Hand ein, wodurch der Ball zu William Gallas gelang, der den 1:1-Endstand erzielte. Die Proteste der Iren wurden vom Schiedsrichter ignoriert und auch der Antrag der Iren, als 33. Mannschaft an der WM teilnehmen zu dürfen, wurde von der FIFA abgelehnt.

### Weltmeisterschaft 2014

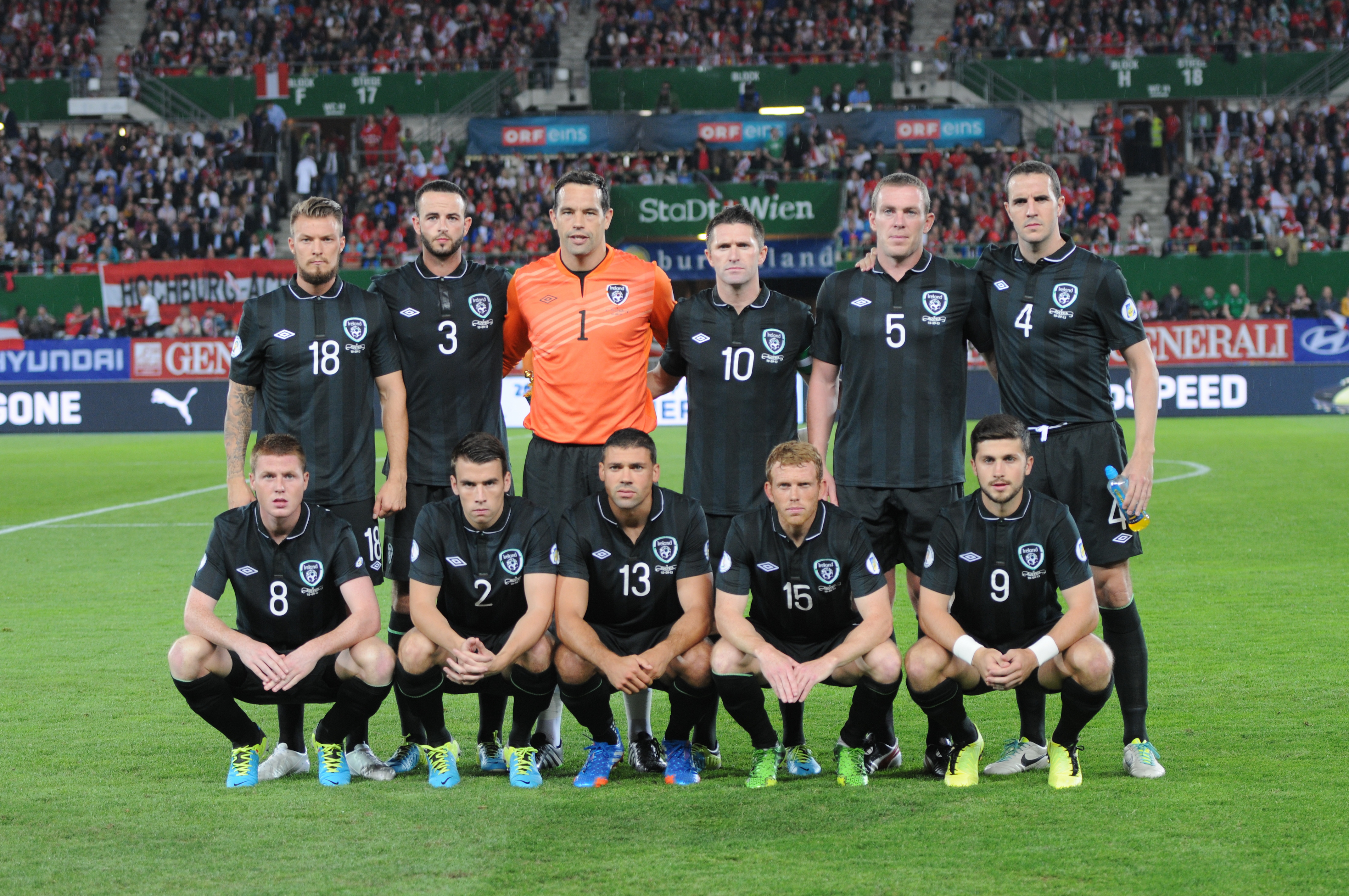
Irland vor dem Qualifikationsspiel gegen Österreich am 10. September 2013

In der Qualifikation für die zweite WM in Brasilien traf Irland auf Deutschland, die Färöer, Kasachstan, Österreich und Schweden und konnte sich nicht qualifizieren. Dabei mussten die Iren beim 1:6 gegen den späteren Weltmeister Deutschland ihre höchste Heimniederlage hinnehmen und nach einem 0:1 gegen Österreich endete die Amtszeit von Giovanni Trapattoni als irischer Nationaltrainer. Sein Nachfolger wurde zunächst für zwei Spiele Noel King, dann Martin O’Neill.

### Weltmeisterschaft 2018
In der Qualifikation für die WM in Russland, die im September 2016 begann, trafen die Iren auf Wales, Österreich, Serbien, Moldau und Georgien. Nach der Hälfte der Spiele, von denen drei gewonnen wurden und zwei remis endeten, lagen die Iren aufgrund der schlechteren Tordifferenz hinter den punktgleichen Serben auf dem zweiten Platz. Die Rückrunde begann für die Iren mit zwei 1:1-Unentschieden. Dann verloren sie ihr Heimspiel gegen Serbien mit 0:1 und fielen auf den dritten Platz hinter Wales zurück. Da aber die Serben anschließend in Österreich verloren, verpassten sie die vorzeitige Qualifikation, weil in den Parallelspielen Irland und Wales gewannen. Im letzten Spiel hatten damit die drei Mannschaften noch die Chance die Gruppe zu gewinnen. Die Serben hatten aber mit 18 Punkten das leichtere Spiel vor sich, da sie auf die bis dahin sieglosen Georgier trafen, während Wales (17 Punkte) und Irland (16 Punkte) im direkten Duell in Cardiff aufeinandertrafen und den Gruppensieg nur bei einer serbischen Niederlage unter sich ausmachen konnten. Dabei hatte Wales zwar den Vorteil des Heimspiels war aber durch den verletzungsbedingten Ausfall von Gareth Bale gehandicapt. Serbien gewann dann auch wie erwartet gegen Georgien und fährt als Gruppensieger zur WM. Die Iren konnten aber in Wales mit 1:0 gewinnen und die Waliser noch vom zweiten Platz verdrängen. Irland hat damit zum achten Mal die Playoffspiele (je viermal EM- und WM-Qualifikation) erreicht und damit einen neuen Rekord aufgestellt. Gegner in den Playoffs war Dänemark, gegen das die Iren schon in den Qualifikationen für die Weltmeisterschaften 1958, 1970, 1986 und 1994 spielten, die die Dänen 1986 und die Iren 1994 erfolgreich abschlossen. Nach einem 0:0 im Dänemark, brachte Shane Duffy seine Mannschaft im Rückspiel in der sechsten Minute in Führung, die aber nur bis zur 29. Minute hielt. Das Remis, das die Iren aufgrund der Auswärtstorregel auch nicht weiter gebracht hätte, hielt nur drei Minuten, dann gingen die Dänen in Führung und erhöhten diese bis zum Ende auf 5:1, womit Irland erneut nicht qualifiziert ist.

### Weltmeisterschaft 2022
In der Qualifikation trafen die Iren auf Europameister Portugal, Serbien, Luxemburg und Aserbaidschan. Gegen Portugal wurden von zuvor 13 Spielen vier gewonnen, zwei endeten remis und sieben wurden verloren. In der Qualifikation für die WM 2002 endeten beide Spiele 1:1 und beide erreichten die Endrunde. Gegen Serbien gab es zuvor drei Remis und zwei Niederlagen. Gegen Luxemburg standen fünf Siege zu Buche, davon je zwei in den Qualifikationen für die WM 1954 und die EM 1988, die für Irland das erste große Turnier war. Gegen Aserbaidschan wurde zuvor noch nicht gespielt.
Nach drei Niederlagen, u. a. einer Heimniederlage gegen Luxemburg, konnte im vierten Spiel – gegen Aserbaidschan – der erste Punkt gewonnen werden. Nach einem weiteren Remis gegen Serbien konnte sich die Mannschaft trotz des ersten Sieges gegen Aserbaidschan im folgenden Spiel, schon vor den letzten beiden Spielen nicht mehr qualifizieren. Mit einem torlosen Remis gegen Portugal und einem 3:0 in Luxemburg gab es aber noch einen versöhnlichen Abschluss.

### 2026 in Kanada, Mexiko und USA
In der Qualifikation treffen die Iren ab September 2025 aufPortugal, Ungarn und Armenien.

## Spieler

### Rangliste der irischen WM-Spieler mit den meisten Einsätzen
01. Steve Staunton: 13 Einsätze bei 3 Turnieren (er kam damit in allen WM-Spielen der Iren zum Einsatz)
02. Pat Bonner, Ray Houghton, Paul McGrath, Andy Townsend: 9 Einsätze bei 2 Turnieren
06. John Aldridge: 8 Einsätze bei 2 Turnieren
07. Niall Quinn: 7 Einsätze bei 2 Turnieren

### Rangliste der irischen WM-Spieler mit den meisten WM-Toren
01. Robbie Keane – 3 Tore
02. Sieben Spieler mit einem Tor

### WM-Kapitäne
- 1990: Mick McCarthy
- 1994: Andy Townsend
- 2002: Steve Staunton

### Bei Weltmeisterschaften gesperrte Spieler
- 1994: Denis Irwin und Terry Phelan erhielten im Spiel gegen Mexiko die zweite Gelbe Karte und waren für das letzte Gruppenspiel gesperrt.

### Anteil der im Ausland spielenden Spieler im WM-Kader
Bisher standen nur Legionäre im Kader der irischen Mannschaft, überwiegend in England spielende Spieler, wovon einige aber nur in der zweiten englischen Liga spielten. Die meisten wurden auch in England geboren, einige wenige in Schottland und Wales, keiner in Nordirland.
| Jahr (Spiele) | Anzahl (Länder)                                                    | Spieler (Einsätze) |
| ------------- | ------------------------------------------------------------------ | --- |
| 1990 (5)      | 22 (18 in England, 1 in Frankreich, 2 in Schottland, 1 in Spanien) | Tony Cascarino (5), Ray Houghton (5), Chris Hughton (0), David Kelly (0), Mick McCarthy (5), Paul McGrath (5), Alan McLoughlin (2), Kevin Moran (5), David O’Leary (1), Gerry Peyton (0), Niall Quinn (4), Kevin Sheedy (5), John Sheridan (1), Bernie Slaven (0), Frank Stapleton (0), Steve Staunton (5), Andy Townsend (5), Ronnie Whelan (1); John Byrne (0); Pat Bonner (5), Chris Morris (5); John Aldridge (5)     |
| 1994 (4)      | 22 (20 in England, 2 in Schottland)                                | John Aldridge (3), Phil Babb (4), Tony Cascarino (1), Ray Houghton (4), Denis Irwin (2), Roy Keane (4), Alan Kelly (0), David Kelly (1), Gary Kelly (2), Alan Kernaghan (0), Jason McAteer (4), Eddie McGoldrick (0), Paul McGrath (4), Alan McLoughlin (0), Kevin Moran (0), Terry Phelan (3), John Sheridan (4), Steve Staunton (4), Andy Townsend (4), Ronnie Whelan (1); Pat Bonner (4), Tommy Coyne (3)              |
| 2002 (4)      | 23 (in England)                                                    | Gary Breen (4), Lee Carsley (1), David Connolly (1), Kenny Cunningham (2), Damien Duff (4), Richard Dunne (0), Steve Finnan (4), Shay Given (4), Ian Harte (4), Matt Holland (4), Robbie Keane (4), Roy Keane (0), Alan Kelly (0), Gary Kelly (4), Dean Kiely (0), Kevin Kilbane (4), Mark Kinsella (4), Jason McAteer (2), Clinton Morrison (0), Andy O’Brien (0), Niall Quinn (3), Steven Reid (2), Steve Staunton (4), |

## Spiele
- Irland bestritt bisher 13 WM-Spiele. Davon wurden zwei gewonnen, drei verloren und acht endeten remis. Damit hat Irland nach Angola und Israel, die nur drei WM-Spiele bestritten haben, den prozentual größten Anteil an Remis-Spielen (61,5 %). Zwei Spiele mussten verlängert werden und davon wurde je eins im Elfmeterschießen gewonnen und verloren.
- Irland traf im WM-Turnier bisher zweimal auf Italien und die Niederlande.
- Irland nahm nie am Eröffnungsspiel teil, traf aber einmal (1990) auf den Gastgeber.
- Die Iren spielten nie gegen den Titelverteidiger und den späteren Weltmeister.
- Irland traf nie auf einen WM-Neuling.

| Alle WM-Spiele |               |                      |               |   |                       |               |                                                                   |
| Nr.            | Datum         | Ergebnis             | Gegner        |   | Austragungsort        | Anlass        | Bemerkungen                                                       |
| 1.             | 11. Juni 1990 | 1:1                  | England       | * | Cagliari (ITA)        | Gruppenspiel  |                                                                   |
| 2.             | 17. Juni 1990 | 0:0                  | Ägypten       | * | Palermo (ITA)         | Gruppenspiel  | Erstes Spiel gegen Ägypten                                        |
| 3.             | 21. Juni 1990 | 1:1                  | Niederlande   | * | Palermo (ITA)         | Gruppenspiel  |                                                                   |
| 4.             | 25. Juni 1990 | 0:0 n. V., 5:4 i. E. | Rumänien      | * | Genua (ITA)           | Achtelfinale  |                                                                   |
| 5.             | 30. Juni 1990 | 0:1                  | Italien       | A | Rom (ITA)             | Viertelfinale |                                                                   |
| 6.             | 18. Juni 1994 | 1:0                  | Italien       | * | East Rutherford (USA) | Gruppenspiel  |                                                                   |
| 7.             | 24. Juni 1994 | 1:2                  | Mexiko        | * | Orlando (USA)         | Gruppenspiel  |                                                                   |
| 8.             | 28. Juni 1994 | 0:0                  | Norwegen      | * | East Rutherford (USA) | Gruppenspiel  |                                                                   |
| 9.             | 4. Juli 1994  | 0:2                  | Niederlande   | * | Orlando (USA)         | Achtelfinale  | 300. Länderspiel der Iren                                         |
| 10.            | 1. Juni 2002  | 1:1                  | Kamerun       | * | Niigata (JPN)         | Gruppenspiel  | Erstes Spiel gegen Kamerun                                        |
| 11.            | 5. Juni 2002  | 1:1                  | Deutschland   | * | Kashima (JPN)         | Gruppenspiel  | Steve Staunton macht sein 100. Länderspiel für Irland             |
| 12.            | 11. Juni 2002 | 3:0                  | Saudi-Arabien | * | Yokohama (JPN)        | Gruppenspiel  | Erstes Spiel gegen Saudi-Arabien                                  |
| 13.            | 16. Juni 2002 | 1:1 n. V., 2:3 i. E. | Spanien       | * | Suwon (KOR)           | Achtelfinale  | Steve Staunton macht sein 102. und letztes Länderspiel für Irland |

### Höchste Siege und Niederlagen
Die irische Mannschaft erzielte nur gegen Saudi-Arabien den höchsten Sieg beim WM-Turnier.